# Narrator trzecioosobowy
Narrator trzecioosobowy (abstrakcyjny) – typ narratora, który relacjonuje wydarzenia używając trzecioosobowych form czasownika. Najczęściej nie należy do świata przedstawionego, o którym opowiada, sam nie biorąc udziału w wydarzeniach. Jego obecność może być „cicha”, co oznacza nieujawnianie się narratora jako osoby i ograniczenie jego interwencji do funkcji sprawozdawczo-informacyjnej, jednak może on również manifestować swoją obecność, wyrażać poglądy i oceny, a także zwracać się bezpośrednio do czytelnika. 
Narrator abstrakcyjny często jest narratorem wszechwiedzącym (zna myśli i uczucia bohaterów, zdarzenia spoza czasu akcji). Zajmuje wówczas pozycję nadrzędną wobec postaci i wydarzeń. Możliwe jednak jest także jego usytuowanie równorzędne lub niższe wobec świata, o którym opowiada.